# West Samoset, Florida
West Samoset är en ort (CDP) i Manatee County, i delstaten Florida, USA. Enligt United States Census Bureau har orten en folkmängd på 5 583 invånare (2010) och en landarea på 3,5 km².